# Henri Wernli
Henri Wernli (* 3. Juni 1898 in Plainpalais, heute zu Genf gehörend; † 3. Juni 1961 im Eigental) war ein Schweizer Schwinger und Freistilringer.

## Erfolge als Schwinger
Henri Wernli betätigte sich von frühester Jugend an mit dem Schweizer Nationalsport Schwingen. Er wurde in den Jahren 1926 beim Eidgenössischen Turnfest in Luzern Schweizer Schwingerkönig und 1932 beim Eidgenössischen Turnfest in Aarau «Erstgekrönter». Das sind die höchsten bei diesem Sport vergebenen Auszeichnungen.

## Erfolge als Ringer
Wernli startete auch an Wettkämpfen im Freistilringen, bei dem wie beim Schwingen, im Unterschied zum griechisch-römischen Ringen, auch Beingriffe gestattet sind. Er gewann bei den Olympischen Spielen 1924 in Paris die Silbermedaille im Schwergewicht (damals ab 87, heute ab 97 kg Körpergewicht) und besiegte vier Gegner (Archie MacDonald, Grossbritannien, Ernst Nilsson, Schweden, Edmond Dame, Frankreich, und Johan Richthoff, Schweden), ehe er im Endkampf dem US-Amerikaner Harry Steel unterlag. Bei den Olympischen Spielen 1928 in Amsterdam lief es für ihn weniger gut. Er landete dort nur auf dem 5. Platz (Sieg über Léon Charlier, Belgien, und Niederlage gegen Edvard George, USA).
Startmöglichkeiten an Weltmeisterschaften hatte Henri Wernli nicht, da von 1923 bis 1949 keine offiziellen Weltmeisterschaften ausgetragen wurden.

## Leben
Henri Wernli stammte aus Genf und wohnte ab 1928 in Bern. Er starb an seinem 63. Geburtstag während der Ferien im Eigental an einem Herzschlag.